# Новая Жизнь (Липецк)
Но́вая Жизнь — микрорайон в Левобережном округе города Липецка. Расположена вдоль северо-восточной стороны Грязинского шоссе (у поворота к Матырскому водохранилищу).
Эта земля по плану генерального межевания 1783 года принадлежала коллежскому асессору Ивану Михайловичу Назарову и использовалась им как отхожий луг. Её владельцами были помещики, малоземельные крестьяне и колхозы. Название своё Борщёвая Поляна получила от высокой травы с мощным стеблем и тминным запахом, исходящим от растения борщевика, который покрывал эту поляну.
В 1920 году из села Казинка на новые земли переселилось несколько десятков семей, и одно из поселений назвали Казинские Выселки. Выселенцы в 1923 году организовали товарищество по совместной обработке земли (ТОЗ). ТОЗу выделили Борщёвую Поляну — заливной луг площадью 168 десятин в пойме реки Матыры, там, где раньше был помещичий сенокос. ТОЗ просуществовал до 1931 года, в 1931 году в Казинских Выселках был организован колхоз «Новая жизнь», а вскоре и посёлок получил новое название — Новая Жизнь. Люди стремились подчеркнуть в названиях все новое, что принесла с собой Октябрьская революция.
По переписи 1926 года в посёлке Казинские Выселки Грязинской волости Липецкого уезда Тамбовской губернии было 36 хозяйств русских и 172 жителя (78 мужчин, 94 женщины). По спискам сельскохозяйственного налога на 1928/1929 годы в посёлке Казинские Выселки (Красная Заря) Таволжанского сельсовета Грязинского района Козловского округа ЦЧО было уже 56 хозяйств и 247 жителей.
К началу войны число хозяйств выросло до 189, посёлок стал центром сельсовета. В то время он занимал лишь современные Морскую и Владимирскую улицы.
До 1945 года школьники учились в железнодорожной школе поселка Казинка, затем в Новой Жизни открыли её филиал — в частном доме. В 1948 году решили строить новое здание в центре посёлка: для этого в Балашовском лесничестве купили сруб. Новожизненская семилетняя школа открылась в 1951 году. Сегодня это школа № 57, недавно закрытая (Пришкольная улица, 21).
Посёлок Новая Жизнь был передан в административное подчинение города Липецка в 1976 году в составе Казинского поселкового Совета Левобережного района города. Решением Липецкого облисполкома от 21 августа 1990 года № 345 Казинский поселковый Совет, находившийся в административном подчинении Левобережного района Липецка, был упразднён и все населённые пункты в его составе (в том числе и пос. Новая Жизнь) были лишены статуса населённых пунктов и включены непосредственно в городскую черту Левобережного района Липецка.

## Транспорт
В посёлке на Грязинском шоссе есть автобусная остановка «Новая Жизнь» (маршруты № 40, 343, 407, 106, 112).